# Waigali (Sprache)
Waigali (persisch: ویگلی) oder Kalasha-ala (کالاشا-الا) ist eine Nuristani-Sprache, die von etwa 12.000 Menschen im Waigal-Tal des Hindukuschs in der afghanischen Provinz Nuristan gesprochen wird. Der einheimische Name ist Kalaṣa-alâ 'Kalasha-Sprache'. „Waigali“ bezieht sich auf den Dialekt der Väy im oberen Teil des Waigal-Tals, der sich auf die Stadt Waigal konzentriert und sich vom Dialekt der Čima-Nišei unterscheidet, die im unteren Tal leben. Das Wort „Kalasha“ ist die einheimische Bezeichnung für alle Sprecher der südlichen Nuristani-Sprachen. Kalaṣa-alâ gehört zur indogermanischen Sprachfamilie und gehört zur südlichen Nuristani-Gruppe des indoiranischen Zweigs. Es werden die Persoarabische Schrift und selten auch die Lateinische Schrift benutzt.

## Verwechslung mit Chitral-Kalasha
Es teilt seinen Namen mit Kalaṣa-mun, das im südlichen Chitral-Distrikt Pakistans gesprochen wird, aber die beiden Sprachen gehören zu verschiedenen Zweigen des Indoiranischen. Waigali-Sprecher werden manchmal „Rote Kalasha“ genannt, während die indoarischen Kalasha in Pakistan „Schwarze Kalasha“ genannt werden. Laut dem Linguisten Richard Strand nahm die Kalasha von Chitral offenbar den Namen der Nuristani Kalasha an, die zu einem unbekannten Zeitpunkt ihren Einfluss auf die Region des südlichen Chitral ausgedehnt hatte. Beide Sprachen haben zwar einige Ähnlichkeiten, gingen aber seit über 2000 Jahren verschiedene Wege.